# وراوي مكودي
وراوي مكودي (من مواليد 29 نوفمبر 1951)، يشار إليها أيضًا في وسائل الإعلام باسم بونج يي هو مسؤول كرة قدم تايلاندي سابق. كما شغل منصب عضو في مجلس الاتحاد الدولي لكرة القدم (فيفا) من عام 1997 إلى عام 2015. شغل منصب الأمين العام لاتحاد كرة القدم في تايلاند من عام 1996 إلى عام 2007، قبل انتخابه رئيسًا في عام 2007.

## حياته المهنية
ماكودي هو عضو في الأقلية المسلمة التايلاندية. التحق بمدرسة أمنواي سيلبا، حيث أصبح مهتمًا بكرة القدم، فانضم لفريق المدرسة. درس في جامعة الكويت بتمويل من حكومة الكويت، وتم اختياره للانضمام إلى فريق كرة القدم في الجامعة. شغل ماكودي منصب الأمين العام لاتحاد كرة القدم التايلاندي من عام 1996 إلى عام 2007، قبل انتخابه رئيسًا في عام 2007. كما كان عضوًا في مجلس الفيفا من عام 1997 إلى عام 2015.
في عام 2021، أصبح ماكودي رئيسًا لنادي ناخون راتشاسيما في الدوري التايلاندي.

## اتهامات بالفساد
في مايو 2011، قدم اللورد تريسمان أدلة في البرلمان البريطاني تفيد بأن مكودي طالب بحقوق البث التلفزيوني لمباراة ودية بين إنجلترا والمنتخب التايلاندي مقابل التصويت لصالح إنجلترا لاستضافة كأس العالم لكرة القدم 2018. مما أدى إلى إجراء تحقيق من قبل الاتحاد الإنجليزي لكرة القدم، حيث كرر تريسمان ادعاء الفساد بالإشارة إلى أدلته البرلمانية. حاول مكودي بعد ذلك مقاضاة تريسمان بتهمة التشهير، مدعيًا أن الادعاءات غير صحيحة وأن سمعته قد شوهت. مع ذلك، تم رفض القضية على أساس إساءة استخدام الإجراءات، وهو ما أكدته محكمة أعلى.

## إيقافه
في أكتوبر 2015، تم إيقاف مكودي من قبل لجنة الأخلاقيات التابعة للفيفا عن جميع أنشطة كرة القدم لمدة 90 يومًا. في فبراير 2016، تم إيقافه من قبل لجنة الانضباط التابعة للفيفا لمدة ثلاثة أشهر بعد أن تبين أنه انتهك الحظر السابق. في أكتوبر 2016، تم إيقافه من قبل لجنة الأخلاقيات في الاتحاد الدولي لكرة القدم لمدة خمس سنوات وفرض عليه غرامة قدرها 10000 فرنك سويسري بتهمة التزوير والتزييف.